# Вирадж
Вира́дж (санскр. Virâj — «властвующий», «лучезарный») — в индийской мифологии третья и низшая из последовательных эманаций верховного божества Брахмы (Атмана), которая проявилась в виде мирового яйца, внешней оболочки видимого мира (совокупности видимых и тленных тел переселяющихся душ), и всеобщего сознания (все бодрствующие души). Также изображается в виде чудовищного существа, состоящего из двух разнополых половин, мужской и женской, на которые разделил себя Брахма.

## Третья эманация
В Упанишадах Вирадж представляется вышедшим из мирового яйца Вишеша (Viçesha) как третья эманация.
- Первая эманация — Ишвара — владыка, князь; Демиург, или творец вселенной, её душа, всеведущая, награждающая и т. д.;
- вторая — Хираньягарбха — «золотой зародыш», эмбрион, гений спящих ощущений и идей; другие имена этой эманации — Прана («дыхание жизни») и Сутратман (Sûtrâtman — «душа учения»);
- третья эманация — Вирадж. Тело Вираджа — мировое яйцо, внешняя оболочка видимого мира, или совокупность видимых и тленных тел, принадлежавших переселяющимся душам[1].

## Коллективное создание
Вирадж отождествляется также с целостностью бодрствующего сознания, с совокупностью всех душ в бодрствующем состоянии и т. д. «Айтарея-упанишада» говорит так: «этот именно Атман („сам“, „я“, „дух“) проявляется в виде духа в его самом первом воплощении, внутри внешней оболочки вещей, как Вирадж [мужское выражение] или Праджапати [женское]» .

## Другое
Вирадж является также сыном Пуруши («человек»), одного из проявлений Брахмы, верховного божества, или, наоборот, его отцом («Ригведа», кн. X, гимн 90, 5).
Позже Вирадж изображается в виде чудовищного существа, состоящего из двух разнополых половин, мужской и женской, сообразно с легендой, по которой Брахма разделил себя на две таких половины и создал из них Вираджа.

## Критика
В этом образе, равно как и в родственных ему, выразились пантеистические стремления индусского религиозного миросозерцания переходного времени между ведийским периодом и эпохой индийских средних веков (600 год до н. э. — XVI век).